# Rondbos
Rondbos sau Ronde-bosse (din franceză ronde-rotundă, bosse- îngroșătură) este un tip de sculptură statuară care poate fi privită de jur-împrejur, fără ca vreuna din părțile sale să fie alipită unui fond și fără să adere la altă suprafață decât a piedestalului.  Prin aceasta se deosebește fundamental de altorelief și basorelief.